# 10号州际公路新墨西哥州段
10號州際公路（英語：Interstate 10, I-10）興建於1957年，位於新墨西哥州，全長為164.27英里（264.37）。公路於新墨西哥州是呈現東西走向。
在橫跨亞利桑那州與本州州界後，由西至東進入伊達爾戈縣（經過縣治洛茲堡）、格蘭特縣、盧納縣（經過縣治德明）、唐娜安娜縣，在縣治拉斯克魯塞斯與25號州際公路交會後轉南，跨過州界後進入德克薩斯州。

## 外部連結
（页面存档备份，存于）